# Джошуа-Трі (Каліфорнія)
Джошуа-Трі (англ. Joshua Tree) — переписна місцевість (CDP) в США, в окрузі Сан-Бернардіно штату Каліфорнія. Населення — 6489 осіб (2020).

## Географія
Джошуа-Трі розташована за координатами 34°7′21″ пн. ш. 116°18′49″ зх. д. / 34.12250° пн. ш. 116.31361° зх. д. (34.122471, -116.313663).  За даними Бюро перепису населення США в 2010 році переписна місцевість мала площу 95,94 км², уся площа — суходіл.

### Клімат
| Клімат : Джошуа-Трі                          | Клімат : Джошуа-Трі | Клімат : Джошуа-Трі | Клімат : Джошуа-Трі | Клімат : Джошуа-Трі | Клімат : Джошуа-Трі | Клімат : Джошуа-Трі | Клімат : Джошуа-Трі | Клімат : Джошуа-Трі | Клімат : Джошуа-Трі | Клімат : Джошуа-Трі | Клімат : Джошуа-Трі | Клімат : Джошуа-Трі | Клімат : Джошуа-Трі |
| Показник                                     | Січ.                | Лют.                | Бер.                | Квіт.               | Трав.               | Черв.               | Лип.                | Серп.               | Вер.                | Жовт.               | Лист.               | Груд.               | Рік                 |
| Абсолютний максимум, °C                      | 26,1                | 30,0                | 32,2                | 37,2                | 38,9                | 45,0                | 46,1                | 43,3                | 40,6                | 38,9                | 30,0                | 25,6                | 46,1                |
| Середній максимум, °C                        | 16,8                | 16,4                | 21,0                | 24,7                | 30,0                | 34,4                | 38,4                | 38,0                | 35,4                | 27,3                | 20,6                | 14,6                | 26,4                |
| Середній мінімум, °C                         | 3,3                 | 3,1                 | 5,0                 | 7,8                 | 11,9                | 15,6                | 21,6                | 21,2                | 18,8                | 11,9                | 6,1                 | 2,1                 | 10,7                |
| Абсолютний мінімум, °C                       | −7,8                | −7,8                | −1,7                | 0,0                 | 2,2                 | 4,4                 | 12,8                | 11,1                | 7,8                 | 2,8                 | −3,3                | −8,3                | −8,3                |
| Норма опадів, мм                             | 16                  | 12                  | 10                  | 3                   | 4                   | 0                   | 8                   | 13                  | 8                   | 8                   | 15                  | 20                  | 119                 |
| -------------------------------------------- | ------------------- | ------------------- | ------------------- | ------------------- | ------------------- | ------------------- | ------------------- | ------------------- | ------------------- | ------------------- | ------------------- | ------------------- | ------------------- |
| Джерело: The Western Regional Climate Center |                     |                     |                     |                     |                     |                     |                     |                     |                     |                     |                     |                     |                     |

## Демографія
Згідно з переписом 2010 року, у переписній місцевості мешкало 7414 осіб у 3088 домогосподарствах у складі 1802 родин. Густота населення становила 77 осіб/км².  Було 3808 помешкань (40/км²).
Расовий склад населення:
| - 83,3 % — білих - 3,2 % — чорних або афроамериканців - 1,4 % — азіатів - 1,1 % — корінних американців - 0,2 % — вихідців з тихоокеанських островів - 5,0 % — осіб інших рас |

До двох чи більше рас належало 5,8 %. Частка іспаномовних становила 17,6 % від усіх жителів.
За віковим діапазоном населення розподілялося таким чином: 21,9 % — особи молодші 18 років, 62,4 % — особи у віці 18—64 років, 15,7 % — особи у віці 65 років та старші. Медіана віку мешканця становила 38,8 року. На 100 осіб жіночої статі у переписній місцевості припадало 96,9 чоловіків;  на 100 жінок у віці від 18 років та старших — 94,3 чоловіків також старших 18 років.
Середній дохід на одне домашнє господарство  становив 52 958 доларів США (медіана — 36 870), а середній дохід на одну сім'ю — 61 657 доларів (медіана — 48 218). Медіана доходів становила 42 763 долари для чоловіків та 37 424 долари для жінок. За межею бідності перебувало 24,0 % осіб, у тому числі 33,5 % дітей у віці до 18 років та 10,6 % осіб у віці 65 років та старших.
Цивільне працевлаштоване населення становило 2397 осіб. Основні галузі зайнятості: роздрібна торгівля — 16,9 %, освіта, охорона здоров'я та соціальна допомога — 16,3 %, будівництво — 13,3 %, мистецтво, розваги та відпочинок — 12,9 %.